# 李巽 (唐朝)
李巽（739年—809年），字令叔，赵州赞皇县（今河北省赵县）人，唐朝官员。
李巽举明经，补华州参军事；拔萃登科，授鄠县县尉。历任湖南观察使、江西观察使、兵部侍郎。精于吏职，善理财，元和初年，专领度支盐铁使，掌管赋税，每岁征课收入，超过大历年间刘晏最多之年。主持漕运，第三年由江淮运粮入京师就突破了五十万斛。官至兵部尚书、吏部尚书。李巽为人猜忌，曾陷害宰相窦参。